# Proton Waja
La Proton Waja est une berline produite par le constructeur automobile malais Proton à partir de 2001. Au Royaume-Uni elle était appelée Impian.
Sa plateforme était celle des Volvo S40 et Mitsubishi Carisma. Elle a été redessinée en 2006.